# Völgyköz
Völgyköz (korábban Két-Dolics, Kis- és Nagydolics, illetve Alsó- és Felsődolics, szlovénül: Dolič, vendül Doliče) falu, egykor önálló község a Muravidéken, Szlovéniában. Közigazgatásilag Kuzma községhez tartozik.

## Fekvése
Muraszombattól 30 km-re északnyugatra, Kuzmától 1 km-re keltre a Vendvidéki-dombság a Goričko területén az osztrák határ közelében fekszik.

## Története
A települést 1387-ben "Keplewlge", ugyanitt alább "Luprechulge" alakban említik először. Dobra várának tartozékai közt sorolják föl.
1387-ben Luxemburgi Zsigmond Dobra várát az uradalommal együtt a Széchy családnak adományozta. 1388-ban "Luprethwlge" és "Luprechwlge" néven szerepel egy okiratban. 1499-ben németül "Nidergrablen" és "Obergrablen" néven nevezik. 1607-től a dobrai uradalommal együtt a Batthyány család birtoka lett.
1698-ban a győri püspökség feljegyzésében "Fölső Dolics, Alsó Dolics" alakban említik.
1890-ben már Völgyköz a hivatalos neve. Ekkor 505 lakosa volt, melyből 422 szlovén, 76 német és 7 egyéb nemzetiségű.
Vályi András szerint "DOLICS. Elegyes falu Vas Vármegyében, földes Ura Gróf Battyáni Uraság, lakosai katolikusok, fekszik hegyek között Mór vize mellett, határja hegyes, földgye néhol sovány, réttyei is tsekélyek lévén, harmadik Osztálybéli."
Fényes Elek szerint "Két-Dolics, vindus falu, Vas vmgyében, 271 kath. lak., köves határral. " 
Vas vármegye monográfiája szerint " Völgyköz. Házszám 92, lélekszám 505. Lakosai vendek és németek, vallásuk r. kath. Postája Felső-Lendva, távírója Szt.-Gotthárd."
1910-ben  751, túlnyomórészt szlovén lakosa volt. A trianoni békeszerződésig Vas vármegye Muraszombati járásához tartozott.  1919-ben  a Szerb–Horvát–Szlovén Királysághoz csatolták, mely 1929-ben a Jugoszlávia nevet vette fel. 1921-ben 725 szlovén, 7 német és 22 egyéb nemzetiségű lakosa volt. Közülük 750 volt katolikus és 5 evangélikus vallású. 1931-ben 754 lakosa volt. 1941-ben ismét Magyarországhoz került, majd 1945 után véglegesen Jugoszlávia része lett. 1971-ben 637 lakosa, 131 háza és 140 háztartása volt. Lakói főként mezőgazdaságból éltek. 1991 óta a független Szlovén Köztársaság része. 2002-ben 415 lakosa volt, s a faluban él egy számottevő roma kisebbség is.

## Nevezetességei
- Fa haranglába
- Úikápolnája